# Piotr i Mieczysław Ejsmontowie
Piotr i Mieczysław Ejsmontowie (ur. 3 listopada 1940 w Grodnie, zaginęli w 1969) – polscy żeglarze, bliźniacy.

## Życiorys

### Dzieciństwo i młodość
Bracia urodzili się 3 listopada 1940 w Grodnie (obecnie na Białorusi), skąd w 1945 wraz z rodzicami przybyli do Węgorzewa na Mazurach. Żeglarstwo stało się ich pasją już w szkole podstawowej, po ukończeniu której najpierw podjęli naukę w Technikum Rybołówstwa w Giżycku, by po roku pojechać do Gdyni, skąd odbyli swoje pierwsze rejsy morskie, m.in. na dużych jednostkach żaglowych: s/y Zawisza Czarny, STS Henryk Rutkowski i s/y Janek Krasicki, oraz gdzie zdobyli patenty sternika morskiego.

### Rejs do Danii
Pod koniec lat 50. bracia uprawiali żeglarstwo w żeglarskim ośrodku szkoleniowym w Trzebieży. Cały czas marzyli o dalekomorskich rejsach, ale ostre rygory lat 50. dotyczące przekraczania granicy taką możliwość całkowicie wykluczały.
We wrześniu 1959 bracia wypożyczyli bezpokładową 6-metrową mieczową żaglówkę „Powiew”, którą wypłynęli rzekomo do Świnoujścia. W Świnoujściu udało im się wprowadzić w błąd posterunek graniczny WOP i wypłynęli na Bałtyk, gdzie w nocy złapał ich sztorm. Następnego dnia zawinęli do Rønne na Bornholmie, gdzie wzbudzili sensację, także tym, że nie poprosili o azyl, a tylko o prowiant na dalsza żeglugę, gdyż ten, który zabrali z Polski, podczas sztormu zamókł i nie nadawał się do jedzenia. Duńskie władze odstawiły bliźniaków do polskiej ambasady w Kopenhadze, skąd zostali przetransportowani do Polski, gdzie ich osadzono w areszcie, a po 5 miesiącach aresztu postawiono im zarzuty karne: uprowadzenia jachtu, sfałszowania dokumentów i nielegalnego przekroczenia granicy. Prokurator żądał dla bliźniaków po pięć lat więzienia, a obrońca prosił o umorzenie sprawy, powołując się na artykuł w kodeksie karnym o „znikomej społecznej szkodliwość czynu”. Ostatecznie sąd przychylił się do wniosku obrony i postępowanie umorzył, bracia wyszli na wolność, a wkrótce potem dostali powołanie do służby w Marynarce Wojennej.

### Ucieczka z Polski i pobyt na Zachodzie
Po odbyciu 3 lat służby w Marynarce Wojennej, bracia dostali zgodną z ich pasją pracę jako etatowi bosmani na dwóch dużych jachtach żaglowych: „Polonia” i „Wielkopolska”, ale by zabezpieczyć się przed ich ponowną ucieczką z Polski, komunistyczne władze poczyniły zastrzeżenie, że nigdy obaj bracia nie mogą jednocześnie znaleźć się za granicą. W lipcu 1965 braciom ponownie udało się zmylić władze i gdy w wyniku podstępu oba jachty jednocześnie znalazły się w Kopenhadze, bracia poprosili duńskie władze o azyl polityczny, który otrzymali.
Po otrzymaniu azylu bracia mieszkali w Kopenhadze i tam pracowali, zbierając środki na kupno własnej łodzi, którą nabyli jesienią 1966. Przez zimę doposażali ją do rejsu przez Atlantyk do USA, a w maju 1967 ochrzcili ją „John” na cześć Johna F. Kennedy’ego zamordowanego 3 lata wcześniej i wyruszyli nią w rejs do Stanów. Rejs skończył się jednak już po 10 dniach, gdyż na Morzu Północnym uderzył w nich tankowiec i uszkodzony jacht z trudem dotarł do portu w Bremerhaven. Dzięki uzyskanemu odszkodowaniu oraz pomocy duńskiej Polonii, bracia w kwietniu 1968 zwodowali następny jacht („John II”), którym na początku maja ponownie wyruszyli do USA, tym razem już docierając do Miami na Florydzie 24 grudnia 1968.

### Rejs dookoła świata
Po przybyciu do Stanów bracia powrócili do swoich marzeń o rejsie dookoła świata, jednak główną przeszkodą był brak właściwego do tego celu jachtu. Dzięki zbiórce przeprowadzonej wśród miejscowej Polonii, a zwłaszcza finansowej pomocy mieszkającej w Stanach ich ciotki Emilii Markiewicz-Marks, udało się kupić i wyposażyć następny jacht: 6,5 m długości, 2 m szerokości, o wyporności 2,5 tony, tym razem nazwany „Polonia”. Ejsmontowie wyruszyli w rejs dookoła świata 12 lipca 1969 z Nowego Jorku płynąc na Wyspy Kanaryjskie, a następnie w kierunku Kapsztadu, jednak po drodze jacht doznał poważnych uszkodzeń, więc bracia musieli zmienić plany i zawinąć do Rio de Janeiro. Naprawa jachtu potrwała 2 miesiące, co zniweczyło pierwotne plany rejsu, więc w oczekiwaniu na właściwa porę roku bracia zdecydowali się okrążyć Ziemię Ognistą płynąc przez Cieśninę Magellana, następnie wokół Przylądka Horn, a dopiero potem wyruszyć w kierunku Afryki Południowej i Australii.
Bracia 24 listopada 1969 wyruszyli z Buenos Aires, razem z nimi na pokładzie łodzi był 22-letni Wojtek Dąbrowski, syn dwójki mieszkających tam Polaków, który miał zejść z pokładu w Punta Arenas i do domu wrócić samolotem. Ostatnia wiadomość od załogi pochodziła z Puerto Deseado, skąd została wysłana 17 grudnia. Gdy jacht nie pojawił się w Rio Gallegos, które miało być następnym etapem rejsu, argentyńska marynarka wojenna oraz lotnictwo rozpoczęły poszukiwania zaginionego jachtu, jednakże nie przyniosły one żadnych efektów, a wiosną 1970 oficjalnie ogłoszono, że jacht zatonął wraz z cała załogą.

## Upamiętnienie
- ul. Braci Ejsmontów w Węgorzewie[3]
- Memoriał Braci Ejsmontów[4].
- Tablica pamiątkowa w argentyńskim Martin Coronado[5]
- 28 czerwca 2025 r. odsłonięto ich tablicę w Alei Żeglarstwa Polskiego w Gdyni.